# Accidente del helicóptero del Ejército en el Campo Argentino de Polo
El accidente del helicóptero del Ejército en el Campo Argentino de Polo ocurrió en la tarde del martes 8 de octubre de 1996, luego de una Conferencia bilateral de militares de Argentina y Perú.

## Accidente
La tarde del 8 de octubre, un helicóptero del Ejército Argentino partió de la isla Santa Mónica en el Partido de Tigre, provincia de Buenos Aires, con destino el Campo Argentino de Polo, en Palermo. Militares argentinos y peruanos volvían, junto a las esposas de varios de ellos, de un almuerzo y paseo por el Tigre, luego de haber realizado la Segunda Conferencia Bilateral de Estados Mayores efectuada en el Edificio Libertador, sede del Estado Mayor General del Ejército. El primer vuelo se realizó en forma normal, pero 20 minutos más tarde, en el último de los traslados, el helicóptero, un SA330L Puma, se precipitó a tierra cuando estaba a menos de 4 m del suelo, luego de que el mismo realizara movimientos bruscos e incontrolables hacia la izquierda y la derecha, para después realizar un viraje en sentido contrario, e impactar contra el suelo 100 m más atrás, partiéndose y prendiéndose fuego. En el siniestro, ocurrido a las 17:35, perecieron 11 personas, mientras que las otras cuatro resultaron heridas y lograron sobrevivir.

## Teoría del atentado
En el extraño accidente perdieron la vida varios importantes testigos de la causa por la venta de armas a Ecuador y Croacia que involucraba a militares de alto rango del Ejército, y a importantes autoridades del Gobierno, como el por entonces presidente Carlos Menem y varios de sus ministros. 
Sin embargo, la hipótesis del atentado para eliminar testigos nunca pudo ser comprobada. 